# Dunlap (Indiana)
Dunlap es un lugar designado por el censo ubicado en el condado de Elkhart en el estado estadounidense de Indiana. En el Censo de 2010 tenía una población de 6235 habitantes y una densidad poblacional de 490,29 personas por km².

## Geografía
Dunlap se encuentra ubicado en las coordenadas 41°38′5″N 85°55′21″O / 41.63472, -85.92250. Según la Oficina del Censo de los Estados Unidos, Dunlap tiene una superficie total de 12.72 km², de la cual 12.69 km² corresponden a tierra firme y (0.2%) 0.03 km² es agua.

## Demografía
Según el censo de 2010, había 6235 personas residiendo en Dunlap. La densidad de población era de 490,29 hab./km². De los 6235 habitantes, Dunlap estaba compuesto por el 86.27% blancos, el 4.03% eran afroamericanos, el 0.22% eran amerindios, el 1.27% eran asiáticos, el 0% eran isleños del Pacífico, el 6.09% eran de otras razas y el 2.12% pertenecían a dos o más razas. Del total de la población el 10.57% eran hispanos o latinos de cualquier raza.